# Il bacio di Marte
Il bacio di Marte (マルスのキス?, Marusu no kisu) è un manga yuri scritto e disegnato da Torajiro Kishi. È stato pubblicato in Giappone dall'editore Poplar Publishing, mentre l'edizione italiana è a cura di Flashbook Edizioni, che nel 2012 ha dato alle stampe il volume nella collana Ladies Garden.

## Trama
Yukari è una ragazza provocante, con la fama della “cattiva ragazza”, che ama dedicarsi al proprio blog e al proprio ragazzo nel tempo libero piuttosto che allo studio. Il suo carattere e il suo stile di vita la portano a scontrarsi spesso con la madre, la quale, essendo stata molto protettiva nei suoi confronti sin da quando la figlia era ancora bambina, disapprova la sua condotta.
Quando cambiano i posti in aula, Yukari finisce accanto alla silenziosa Miki Sayama. Inizialmente infastidita dalla sua presenza, la cattiva ragazza finisce per cambiare idea quando un pomeriggio, alla fine delle lezioni, sorprende la compagna nell'aula di artistica, intenta a baciare un busto del dio Marte. Colpita da un batticuore improvviso, da allora finisce via via per avvicinarsi a Sayama, che, dopo averle confessato di aver usato il busto per fare pratica di baci, la colpisce profondamente confidandole di non aver fretta a trovare un compagno, dal momento che cerca qualcuno cui legarsi d'amore reciproco. E così, mentre Yukari istruisce Miki in materia di appuntamenti, ragazzi e prestazioni sessuali, allo stesso tempo comincia a rivalutare e a mettere in discussione il legame che la unisce al compagno, Hiro.
Inoltre i litigi in famiglia portano le due ragazze a condividere le proprie pene familiari, finendo per farle scoprire molto simili: Yukari viene infatti a sapere che gli ottimi voti di Miki sono in parte dovuti alla severità della madre che, tenendola sempre ben lontana da distrazioni ed amici, l'ha resa una studentessa modello, sebbene solitaria.
Il tempo insieme rende sempre più consapevole Yukari dei sentimenti verso l'amica; quando ormai non può più negare a se stessa di amarla, Miki le dà la grande notizia: ha cominciato a frequentare un vecchio compagno di classe e inoltre la ringrazia per averla consigliata sino ad allora; di fronte a ciò, Yukari esplode, gelosa. Eppure l'attrazione che la lega alla compagna di classe le impedisce persino di tenere il broncio a lungo e così, giocandosi il tutto per tutto, séguita a vederla in biblioteca,  avanzando una proposta audace: si presenta con un paio di occhiali e le chiede se non vuole provare a baciarla, con la scusa di prepararla alla prima volta col compagno. Con grande stupore di Yukari, Miki accetta. Quando, imbarazzate ed in preda alle risate, le due si dichiarano il reciproco affetto, Yukari sa bene che il suo è ben diverso e  più profondo rispetto a quello dell'amica.
Arriva il momento di cambiare di nuovo i posti e le due finiscono per separarsi; Yukari  ha finito per rassegnarsi riguardo a Miki, giurando tuttavia a se stessa di esserle sempre amica e vicina in ogni momento, e se ne ricorda ogni volta che in classe, in mezzo alla confusione, i loro occhi si incrociano.